# Georg Schmidt (football)
Pour les articles homonymes, voir Schmidt.
Georg Schmidt (né le 7 avril 1927 en Autriche et mort le 6 juillet 1990) est un entraîneur de football autrichien.

## Biographie
Il co-dirige avec Felix Latzke l'équipe d'Autriche lors de la Coupe du monde 1982 organisée en Espagne.
Il dirige un total de 8 matchs internationaux entre le 24 mars 1982 et le 1er juillet 1982.